# Chemical Space

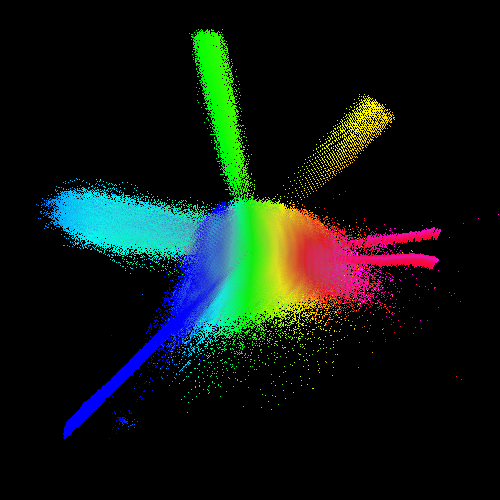
Ansicht eines chemical space; Gezeigt wird die Projektion eines 42-dimensionalen Eigenschaftsraumes von 5 virtuell erzeugten Substanzbibliotheken mit Hilfe einer Hauptkomponentenanalyse. Die Farbkodierung reflektiert die Anzahl der Ringatome im Molekül.

Mit Chemical Space (engl. wörtlich übersetzt „Chemischer Raum“, wobei die deutsche Übersetzung nicht gebräuchlich ist) ist die Gesamtheit aller Moleküle gemeint, die existieren oder hergestellt werden können. Der Chemical Space wird auf 10440 Moleküle geschätzt, die thermodynamisch stabil sind. In der Arzneistoffforschung wird mit Chemical Space die Gesamtzahl an möglichen Molekülen, die als Arzneistoffe einsetzbar sind bezeichnet. Man geht anhand einer maximalen Molekülmasse für Arzneistoffe von 600 g·mol−1 davon aus, dass die Gesamtzahl 1060 beträgt. Der Chemical Space dient so zum Vergleich der Zahl der bisher synthetisierten Substanzen von etwa 126 Millionen mit der maximal möglichen Zahl synthetisierbarer Substanzen.